# المسجد المغربي
المسجد المغربي أو مسجد السواد هو مسجد من أقدم المساجد الموجودة في قطاع غزة، ويقع في حي الدرج في منطقة الفواخير. أنشئ في القرن التاسع خلال العهد العثماني، وبناه محمد بن محمد بن مسعود الشمسي أبو عبد الله بن الزين الغزي الحنفي المعروف بـ "ابن المغربي" من مواليد مدينة غزة. أقام فيه الولي الصالح الشيخ محمد المغربي واتخذه كزاوية له فأشتهر به ولما توفي دفن بمغارة كبيرة تحت إيوان وبني بساحته قبر إشارة له ومكتوب عليه تاريخ وفاته سنة 864هـ، وكان سقفه من جريد النخل ويعرف بمسجد السواد وتجدد في القرن الثالث عشر.
ذُكر هذا المسجد في وثيقة صادرة عن الأمير موسى باشا ال رضوان في غزة عام 1671م، حيث نصت الوثيقة على تخصيص راتب يومي عثمانيٌ مصريٌ لمن يتولى الأذان في المسجد.